# تی‌وی آساهی
تی‌وی آساهی (به ژاپنی: 株式会社 テレビ朝日 Kabushiki-gaisha Terebi Asahi، به انگلیسی: TV Asahi Corporation) یکی از ایستگاه‌های اصلی تلویزیونی توکیو است. این ایستگاه تلویزیونی در ژاپن به نام‌های EX و Tele-Asa‏
(テレ朝 Tere Asa) مشهور است. تی‌وی آساهی مهم‌ترین ایستگاه تلویزیونی شبکهٔ ANN (All-Nippon News Network)‎ است. این شرکت همچنین مالک شرکت آساهی برادکستینگ می‌باشد.